# Mistrzostwa Świata Juniorów w Biathlonie 2023
Mistrzostwa Świata Juniorów w Biathlonie 2023 – zawody sportowe w biathlonie, które odbywały się w dniach 4–12 marca 2023 r. w kazachskim Szczuczyńsku. Podczas mistrzostw rozegranych zostało dziewięć konkurencji wśród juniorów oraz dziewięć wśród juniorów młodszych.
Była to pierwsza impreza tej rangi organizowana w Kazachstanie i jednocześnie pierwsza w historii zorganizowana na terenie Azji. 

## Klasyfikacja medalowa
| Lp.                     | Kraj                    | Złoto | Srebro | Brąz | Razem |
| 1.                      | Niemcy                  | 9     | 6      | 0    | 15    |
| 2.                      | Norwegia                | 5     | 3      | 9    | 17    |
| 3.                      | Czechy                  | 1     | 0      | 0    | 1     |
| 3.                      | Nowa Zelandia           | 1     | 0      | 0    | 1     |
| 3.                      | Słowacja                | 1     | 0      | 0    | 1     |
| 3.                      | Słowenia                | 1     | 0      | 0    | 1     |
| 7.                      | Francja                 | 0     | 5      | 1    | 6     |
| 8.                      | Włochy                  | 0     | 1      | 2    | 3     |
| 9.                      | Chorwacja               | 0     | 1      | 1    | 2     |
| 10.                     | Polska                  | 0     | 1      | 0    | 1     |
| 10.                     | Szwajcaria              | 0     | 1      | 0    | 1     |
| 12.                     | Ukraina                 | 0     | 0      | 2    | 2     |
| 13.                     | Finlandia               | 0     | 0      | 1    | 1     |
| 13.                     | Stany Zjednoczone       | 0     | 0      | 1    | 1     |
| 13.                     | Szwecja                 | 0     | 0      | 1    | 1     |
| Suma (15 reprezentacji) | Suma (15 reprezentacji) | 18    | 18     | 18   | 54    |

## Terminarz i medaliści

### Juniorzy
| Konkurencja                 | Data     | Godzina   | Złoto                                                                        | Srebro                                                                              | Brąz                                                                            | Źr. |
| --------------------------- | -------- | --------- | ---------------------------------------------------------------------------- | ----------------------------------------------------------------------------------- | ------------------------------------------------------------------------------- | --- |
| Sztafeta mieszana           | 4 marca  | 11:00 CET | Niemcy Johanna Puff · Selina Grotian · Benjamin Menz · Hans Köllner          | Francja Léonie Jeannier · Jeanne Richard · Théo Guiraud-Poillot · Jacques Jefferies | Norwegia Maren Bakken · Tuva Aas Stræte · Martin Nevland · Isak Frey            |     |
| Bieg indywidualny 12,5 km K | 6 marca  | 8:00 CET  | Kaja Zorč                                                                    | Jeanne Richard                                                                      | Léonie Jeannier                                                                 |     |
| Bieg indywidualny 15 km M   | 6 marca  | 11:00 CET | Benjamin Menz                                                                | Einar Hedegart                                                                      | Isak Frey                                                                       |     |
| Sztafeta (4 x 6 km) K       | 8 marca  | 8:00 CET  | Niemcy Selina Marie Kastl · Johanna Puff · Marlene Fichtner · Selina Grotian | Francja Fany Bertrand · Camille Coupé · Jeanne Richard · Léonie Jeannier            | Norwegia Linnea Winsvold · Maren Bakken · Siri Skar · Tuva Aas Stræte           |     |
| Sztafeta (4 x 7,5 km) M     | 8 marca  | 11:00 CET | Norwegia Trym Gerhardsen · Einar Hedegart · Martin Nevland · Isak Frey       | Niemcy Franz Schaser · Fabian Kaskel · Benjamin Menz · Hans Köllner                 | Włochy Christoph Pircher · Fabio Piller Cottrer · Nicolò Betemps · Marco Barale |     |
| Sprint 7,5 km K             | 11 marca | 8:00 CET  | Selina Grotian                                                               | Jeanne Richard                                                                      | Sara Andersson                                                                  |     |
| Sprint 10 km M              | 11 marca | 11:00 CET | Campbell Wright                                                              | Jan Guńka                                                                           | Maxime Germain                                                                  |     |
| Bieg pościgowy 10 km K      | 12 marca | 9:15 CET  | Selina Grotian                                                               | Jeanne Richard                                                                      | Tuva Aas Stræte                                                                 |     |
| Bieg pościgowy 12,5 km M    | 12 marca | 10:20 CET | Martin Nevland                                                               | Einar Hedegart                                                                      | Trym Gerhardsen                                                                 |     |

### Juniorzy młodsi
| Konkurencja                 | Data     | Godzina   | Złoto                                                                                | Srebro                                                             | Brąz                                                                              | Źr. |
| --------------------------- | -------- | --------- | ------------------------------------------------------------------------------------ | ------------------------------------------------------------------ | --------------------------------------------------------------------------------- | --- |
| Sztafeta mieszana           | 4 marca  | 8:00 CET  | Norwegia Ragna Fodstad · Maren Brännare-Gran · Kasper Kalkenberg · Sivert Gerhardsen | Niemcy Julia Kink · Julia Tannheimer · Tim Nechwatal · Elias Seidl | Ukraina Ołena Horodna · Ołeksandra Merkuszyna · Bohdan Borkowski · Mychajło Chmil |     |
| Bieg indywidualny 10 km K   | 5 marca  | 8:00 CET  | Julia Kink                                                                           | Alessia Laager                                                     | Ołeksandra Merkuszyna                                                             |     |
| Bieg indywidualny 12,5 km M | 5 marca  | 11:00 CET | Jakub Borguľa                                                                        | Sivert Gerhardsen                                                  | Matija Legović                                                                    |     |
| Sztafeta (3 x 6 km) K       | 7 marca  | 8:00 CET  | Niemcy Lea Zimmermann · Julia Tannheimer · Julia Kink                                | Włochy Astrid Plösch · Fabiana Carpella · Carlotta Gautero         | Norwegia Lene Jøranli · Ragna Fodstad · Maren Brännare-Gran                       |     |
| Sztafeta (3 x 7,5 km) M     | 7 marca  | 11:00 CET | Czechy Jonáš Kabrda · Daniel Malušek · Ferdinand Jansa                               | Niemcy Elias Seidl · Erik Hafenmair · Albert Engelmann             | Norwegia Sivert Rusten · Kasper Kalkenberg · Sivert Gerhardsen                    |     |
| Sprint 6 km K               | 10 marca | 8:00 CET  | Julia Tannheimer                                                                     | Julia Kink                                                         | Astrid Plösch                                                                     |     |
| Sprint 7,5 km M             | 10 marca | 11:00 CET | Kasper Kalkenberg                                                                    | Matija Legović                                                     | Sivert Gerhardsen                                                                 |     |
| Bieg pościgowy 7,5 km K     | 12 marca | 6:00 CET  | Julia Tannheimer                                                                     | Julia Kink                                                         | Maren Brännare-Gran                                                               |     |
| Bieg pościgowy 10 km M      | 12 marca | 7:00 CET  | Sivert Gerhardsen                                                                    | Albert Engelmann                                                   | Arttu Heikkinen                                                                   |     |